# Еримов, Юрий Александрович
Юрий Александрович Еримов (род. 1925) — советский передовик производства, дубильщик Челябинского кожевенного завода Министерства лёгкой промышленности РСФСР. Участник Великой Отечественной войны. Герой Социалистического Труда (1966).

## Биография
Родился 18 апреля 1925 года в городе Челябинске в рабочей семье.
С 1939 года начал свою трудовую деятельность в должности ученика токаря на Челябинском кожевенном заводе Народного комиссариата лёгкой промышленности РСФСР, одновременно с работой проходил обучение в Челябинском ремесленном училище № 2. С 1942 года после окончания Челябинского ремесленного училища Ю. А. Еримов был направлен на оборонный Московский завод «Калибр», приказом Государственного комитета обороны эвакуированный в Челябинск, на этом заводе Ю. А. Еримов занимался изготовлением болванок для мин и снарядов, направляемых для нужд фронта.
В 1943 году призван в ряды Красной армии, после прохождения трёх месячных курсов Тюменской школы младших командиров был участником Великой Отечественной войны в составе 191-го гвардейского стрелкового полка 64-й гвардейской стрелковой дивизии — гвардии младший сержант, автоматчик роты автоматчиков. Воевал на Ленинградском фронте. За участие в войне и проявленный при этом героизм 15 февраля 1944 года был награждён медалью За отвагу
В 1949 году, после демобилизации из рядов Советской армии, снова устроился на Челябинский кожевенный завод Министерства лёгкой промышленности РСФСР, работал в должностях токаря, слесаря, сепаратчика, с 1953 года работал по специальности — мездрильщика кож, двоильщика кож, строгаля и дубильщика. С 1959 года начал работать в дубильном цехе производства жёстких кож. Ю. А. Еримов постоянно перевыполнял норму выработки на 40—57 процентов, с 1959 по 1965 годы личный семилетний план Ю. А. Еримов выполнил за пять лет, обработав сверх назначенного плана свыше 1300 тонн кожи.
9 июня 1966 года Указом Президиума Верховного Совета СССР «за выдающиеся успехи, достигнутые в производстве кож» Юрий Александрович Еримов был удостоен звания Героя Социалистического Труда с вручением Ордена Ленина и золотой медали «Серп и Молот».
После выхода на заслуженный отдых жил в городе Челябинске.

## Награды
- Медаль «Серп и Молот» (09.06.1966)
- Орден Ленина (09.06.1966)
- Медаль За отвагу (15.02.1944[2])
- Медаль «За оборону Ленинграда» (1945)
- Медаль «За победу над Германией в Великой Отечественной войне 1941—1945 гг.»